# آليات عمل الهرمون
تقوم مستقبلات الهرمون بدور رئيسي في آلية عمل الهرمون.
بدون استثناء تقريبا، يؤثر الهرمون على الأنسجة المستهدفة بتفعيل المستقبلات الهرمون المستهدفة في خلايا النسيج أولا؛ ويغير ذلك من وظيفة مستقبلات الهرمون نفسها، فتكون هذه المستقبلة عندئذ السبب المباشر لتأثيرات الهرمون.
و لتوضيح ذلك، فيما يلي بعض الأمثلة:
- 1. تغيير نفاذية الغشاء:

تتحد عمليا كل مواد الناقل العصبي، و التي هي نفسها هرمونات موضعية، مع المستقبلات الهرمون في غشاء كثافة بعد المشبكي.
و يسبب ذلك دائما تقريبا تغييرا في هيئة بنية بروتين المستقبلة، فيفتح عادة أو يغلق قناة لأحد الأيونات أو لأكثر من ذلك.
إذ توفر بعض مستقبلات الهرمون قنوات مفتوحة ( أو مغلقة ) لأيونات الصوديوم و أخرى لأيونات البوتاسيوم و غيرها لأيونات الكالسيوم وهكذا.
و عندئذ فإن تغير حركة هذه الأيونات خلال القنوات هو الذي يولد التأثيرات اللاحقة على الخلايا بعد التشابكية.
و للقليل من الهرمونات العامة تأثيرات مشابهة في فتح أو غلق قنوات الأيونات. و يصح ذلك بصورة خاصة في أنشطة إفرازات غدة لب الكظر للنورإبينفرين والأدرينالين ؛ فلهذين الهرمونين مثلا تأثير قوي خاص في فتح أو غلق قنوات الغشاء الأيونية للصوديوم أو البوتاسيوم أو لكليهما، وبذلك تتغير جهود أغشية خلايا العضلات الملساء مما يسبب الاستثارة في بعض الحالات والتثبيط في حلات أخرى.
- 2. تفعيل إنزيم داخل الخلية عندما يتحد الهرمون مع المستقبلة الغشائية:

و التأثير العام الآخر لارتباط مستقبلات الهرمون في الغشاء الخلوي هو تفعيل ( و أحيانا عدم تفعيل ) أحد الإنزيمات داخل غشاء الخلية مباشرة .
و مثال جيد على ذلك هو تأثير الأنسولين ؛ فالأنسولين يتحد مع قسم من مستقبلات الهرمون الغشائية التي تبرز إلى خارج الخلية، فيولد ذلك تغييرا بنائيا في جزيء المستقبلة نفسه مما يسبب تحويل قسم الجزيء الذي يبرز لداخل الخلية إلى جزء منشط . و يحفز هذا الجزء المنشط عندئذ فسفرة العديد من المواد المختلفة داخل الخلية . و ينتج معظم تأثير الأنسولين على الخلية بصورة ثانوية بعمليات الفسفرة هذه .
و المثل الثاني الذي يستعمل كثيرا في التحكم الهرموني بالوظيفة الخلوية هو الهرمون الذي يرتبط بمستقبلات الهرمون خاصة عبر الغشاء فيصبح هذا بعد ذلك إنزيم محلقة الأدينيلات adenylyl cyclase عند نهاية المستقبلة التي تبرز إلى داخل الخلية . و يسبب هذا الأنزيم بدوره تكوين مادة أحادي فوسفات الأدينوزين الحلقي Cyclic adenosine monophosphate . و لهذا تأثيرات متعددة داخل الخلية للتحكم بفعالياتها . و يسمى هذا الـ cAMP الرسول الثاني second messenger لأن الهرمون نفسه ليس هو الذي يولد التغييرات مباشرة داخل الخلية بل إن أحادي فوسفات الأدينوزين الحلقي هو الذي يعمل ( كرسول ثان ) لتوليد هذه التأثيرات .
و في القليل من الأحيان، يعمل أحادي فوسفات الجوانوزين الحلقي cGMP كرسول ثان بطريقة مماثلة .
- 3. تفعيل الجينات بالارتباط مع المستقبلات داخل الخلية :

و تسمى الهرمونات المؤثرة على الآلية الجينية للخلية ؛ حيث يرتبط العديد من الهرمونات، وخاصة الهرمونات الستيرويدية و هرمونات الغدة الدرقية ، مع المستقبلات البروتينية داخل الخلية وليس في غشائها . و يرتبط معقد الهرمون و مستقبلات الهرمون المنشطة أو ينشط بعد ذلك نقاط خاصة على خيوط الـ حمض نووي ريبوزي منقوص الأكسجين في نواة الخلية ، و التي تبدأ في انتساخ جينات نوعية لتكون الـ حمض نووي ريبوزي . و لهذا فبعد دخول الهرمون إلى الخلية بعدة دقائق أو ساعات أو حتى أيام تظهر بروتينات جديدة في الخلية لتصبح محكمات لوظائف خلوية جديدة أو لتكثيرها .
و تعزز هرمونات أخرى ترجمة RNA الرسول ( حمض نووي ريبوزي رسول ) في سيتوبلازم الخلية . و يعتقد أن ذلك يصح خاصة بالنسبة لإحدى وظائف هرمون النمو و يحتمل أن يصح أيضا بالنسبة للأنسولين .

## آليات الرسول الثاني للتوسط بالوظائف الهرمونية داخل الخلية
إن إحدى الوسائل الأساسية التي تفرض بها الهرمونات فعالياتها داخل الخلية هي بتكوين ( الرسول الثاني ) cAMP داخل غشاء الخلية . و من ثم يسبب cAMP بدوره كل أو معظم تأثيرات الهرمون داخل الخلية . و لهذا فإن التأثير المباشر الوحيد للهرمون على الخلية هو تنشيط نوع واحد من مستقبلات الغشاء و يقوم الرسول الثاني بالتأثيرات الباقية .
و أحادي فوسفات الأدينوزين الحلقي ليس نظام الرسول الثاني الوحيد الذي تستعمله مختلف الهرمونات، فالنظامان الآخران المهمان بصورة خاصة هما :
- أيونات الكالسيوم و مرافقها الكالمودولين كالموديولين .
- نواتج التحلل الشحمي الفسفوري للغشاء .

## ألية نظام cAMP ( الرسول الثاني ) داخل الخلايا
لقد ظهر بأن آلية AMP الحلقي، هي الطريقة التي تنبه بها كل الهرمونات التالية ( و العديد الآخر غيرها ) أنسجتها المستهدفة بصورة رئيسية :
- الهرمون الموجه لقشر الكظر .
- الهرمون منبه الدرقية .
- الهرمون منشط للحوصلة .
- الفازوبرسين .
- الهرمون جار درقي .
- الجلوكاجون .
- الكاتيكولامينات .
- السكريتين .
- معظم الهرمونات الوطائية المحررة .

فبدراسة وظيفة آلية cAMP بتفصيل أكبر وجد أن الهرمون المنبه يرتبط أولا مع مستقبلات الهرمون النوعية لذلك الهرمون على سطح غشاء الخلية المستهدفة . و تعين نوعية مستقبلات الهرمون أي واحد من الهرمونات الذي سيؤثر على الخلية المستهدفة . و بعد الارتباط مع مستقبلات الهرمون في الغشاء، ينشط جزيء المستقبلة الذي يبرز إلى داخل غشاء الخلية ليصبح الأنزيم البروتيني adenyl cyclase . و يسبب هذا الأنزيم بدوره التحول المباشر لكمية صغيرة من أدينوسين ثلاثي الفوسفات السيتوبلازمي إلى أحادي فوسفات الأدينوزين الحلقي، وهو مركب 3َ،5َ الأدينوزين أحادي الفوسفات .
و متى ما تكون الـ cAMP داخل الخلية ، فإنه ينشط أنزيمات أخرى . و في الحقيقة فإنه ينشط عادة سلسلة من الأنزيمات، أي إنه ينشط الأنزيم الأول الذي ينشط الأنزيم الثاني والذي ينشط الأنزيم الثالث وهكذا .
و أهمية هذه الآلية تكمن في أن بضعة جزيئات من adenyl cyclase المنشطة في غشاء الخلية تتمكن من تفعيل عدد كبير آخر من جزيئات الأنزيم التالي الذي يتمكن بدوره من تفعيل أعداد مضاعفة أخرى لذلك من جزيئات الأنزيم الثالث . و بهذه الطريقة تتمكن حتى أصغر كمية من الهرمون الذي يعمل على سطح الخلية من بدء قوة تفعيلية متسلسلة قوية جدا للخلية بأكملها .
و يعتمد الفعل النوعي الذي يحصل استجابة لـ cAMP في كل نوع من أنواع الخلايا المستهدفة على طبيعة الآلية داخل الخلايا . فلبعض الخلايا مجموعة معينة من الأنزيمات بينما للبعض الآخر منها أنزيمات أخرى . و لهذا تولد وظائف مختلفة في مختلف الخلايا المستهدفة وظائف مثل بدء تركيب مواد كيميائية معينة داخل الخلايا، تسبب تقلص أو ارتخاء العضلات أو تبدأ إفراز الخلايا وتغير نفاذيتها .
و بهذا، فإن خلية الغدة الدرقية التي تنبه بواسطة cAMP تكون الهرمونين الاستقلابيين الثيروكسين وثالث يود الثيرونين ، بينما يسبب نفس الـ cAMP في خلية غدة قشر الكظر إفراز الهرمونات الستيرويدية من القشرة الكظرية .
و من الناحية الآخر، يؤثر cAMP على الخلايا الطلائية للنبيبات الكلوية فيزيد من نفاذيتها للماء .

## دورأيوناتالكالسيوموالكالمودولينفي نظام الرسول الثان
يوجد نظام رسول ثان خاص يعمل كاستجابة لدخول أيونات الكالسيوم إلى الخلايا . و من الممكن أن يبدأ دخول الكالسيوم بتغيرات الجهود الكهربائية للغشاء الخلوي الذي تفتح قنواته الكالسيومية أو بالهرمونات التي تتفاعل مع مستقبلات الهرمون في الغشاء التي بصورة مماثلة تفتح هذه القنوات .
و عند دخول أيونات الكالسيوم إلى داخل الخلية فإنها ترتبط مع البروتين المسمى كالموديولين كالموديولين .
و لهذا البروتين أربعة مواقع متفرقة للكالسيوم . و عندما ترتبط
ثلاثة أو أربعة من هذه المواقع مع الكالسيوم ، يحدث تغير في الهيئة ينشط الكالموديولين ، مما يسبب عدة تأثيرات داخل الخلية بنفس الطريقة التي يعمل بها cAMP .
فمثلا إنه ينشط مجموعة من الأنزيمات غير تلك التي ينشطها cAMP ، مولدا بذلك مجموعة مختلفة من التفاعلات الكيميائية داخل الخلايا . فمثلا إحدى الوظائف النوعية للكالمودولين هي تنشيط بروتين الميوزين الذي يعمل بدوره مباشرة على ميوزين العضلات الملساء فيسبب تقلصها .
و لكن التركيز السوي لأيونات الكالسيوم في معظم خلايا الجسم غير كاف لتنشيط نظام الكالموديولين . و لكن عندما يرتفع تركيز أيونات الكالسيوم إلى علو كاف، يحدث ارتباط كاف ليولد كل أفعال الكالموديولين داخل الخلايا . و هذه هي تماما تقريبا نفس كمية تغير أيونات الكالسيوم التي تدعو الحاجة إليها في العضلة الهيكلية لتنشيط تروبونين Troponin C الذي يسبب بدوره تقلص العضلة الهيكلية .
و يلاحظ أن تروبونين C شبيه جدا بالكالمودولين سواء في وظيفته أو في بنيته البروتينية .

## نواتج التحلل الشحمي الفسفوري للغشاء كرسول ثان - نظام الفوسفاتيديل إينوزيتول
تنشط بعض الهرمونات مستقبلات الهرمون عبر الغشاء التي تنشط بعد ذلك أنزيم فسفوليباز C المرتبط مع البروزات الداخلية للمستقبلات .
و يسبب هذا الأنزيم بدوره انشطار بعض الشحميات الفسفورية في غشاء الخلية نفسها إلى مواد أصغر لها تأثيرات ( رسول ثان ) واسع الانتشار داخل الخلية .
و أنواع الهرمونات التي تسبب هذا التأثير هي بصورة رئيسية هرمونات موضعية، ومن أبرزها عوامل هرمونية تحررها التفاعلات المناعية والأرجية للأنسجة .
إن أهم الشحميات الفسفورية الغشائية الذي يتحلل بهذه الطريقة هو ثنائي فوسفات إينوزيتول الفوسفاتديل phosphatidyl inositol biphosphate . و إن أكثر النواتج أهمية التي تعمل كرسول ثاني هو ثلاثي فوسفات الإينوزيتول وثنائي أسيل جليسرول diacylglycerol . و يحرك ثلاثي فوسفات الإينوزيتول بصورة خاصة أيونات الكالسيوم من المتقدرات والشبكة السيتوبلازمية الباطنة، وتحفز عند ذلك أيونات الكالسيوم هذه كل تأثيرات رسولها الثاني الخاص بها مثل تقلص العضلات الملساء ، أو تغير إفراز الخلايا الإفرازية، أو تغير الفعالية الهدبية، وما شابه ذلك .
و الرسول الثاني الشحمي الآخر، ثنائي أسيل جليسرول، يفعل الأنزيم البروتيني C . و يعزز هذا التفاعل لدرجة أكبر بزيادة أيونات الكالسيوم التي تحرر استجابة لثلاثي فوسفات الإينوزيتول . و يقوم الأنزيم البروتيني C المفعل هذا بدور هام جدا بصورة خاصة في تحفيز انقسام الخلايا وتكاثرها .
و بالإضافة لذلك فإن الجزء الشحمي من ثنائي أسيل جليسرول هو حمض الأراكيدونيك ، و هو سليف البروستاغلاندين والهرمونات الموضعية الأخرى التي تسبب أنواعا كثيرة من التأثيرات الموضعية في الأنسجة في كل أنحاء الجسم .

## وصلات خارجية
- The Hormone Foundation
- Hormones في المكتبة الوطنية الأمريكية للطب نظام فهرسة المواضيع الطبية (MeSH).

- Hormones and Nutrition